# NGC 2818
NGC 2818 is een planetaire nevel in een open sterrenhoop, gelegen in het sterrenbeeld Kompas. Het hemelobject ligt 10.400 lichtjaar van de Aarde verwijderd en werd op 28 mei 1826 ontdekt door de Schotse astronoom James Dunlop.

## Synoniemen
- PK 261+8.1
- ESO 372-PN13
- AM 0914-362
- 1, 4'
- h 3154A
- Dun 564A